# Wolf Martienzen
Wolf Martienzen (* 28. Februar 1944 in Deutschland; † vor 2018; möglicherweise 2006) war ein deutscher Schauspieler in Theater, Film und Fernsehen. Daneben arbeitete er auch als Hörspiel- und Synchronsprecher.

## Leben und Karriere
Wolf Martienzen wurde als Sohn des Schauspielers und Synchronsprechers Gerd Martienzen geboren. Seine jüngere Schwester Marion Martienzen ist ebenfalls als Schauspielerin tätig. Wolf Martienzens Schwerpunkt lag hauptsächlich auf der Theaterarbeit. Er spielte seit Beginn seiner Schauspielerlaufbahn in den frühen 1960er Jahren in zahlreichen Bühnenstücken mit. Unter anderem in der 1965 von Regisseur Kai Braak inszenierten Aufführung von Grabbes Lustspiel Scherz. Am hessischen Staatstheater in Kassel verfasste er mit dem damaligen Oberspielleiter Braak, mit dem er gut befreundet war, auch einige musikalische Gedanken zur Eröffnungs- und Schlussfeier der Olympischen Spiele in München. 1972 spielte er darüber hinaus in Braaks Inszenierung von Antigone im Theater am Turm in Frankfurt am Main.
Von 1963 bis 1985 spielte Martienzen auch verschiedene Rollen in Film und Fernsehen. Darunter in den 1960er Jahren in der Serie Hafenpolizei oder den beiden Fernsehfilmen Flucht über die Ostsee und Ich. 1971 agierte er in dem Kinofilm Die Zelle neben Kollegen wie Robert Naegele und Helmut Pick unter der Regie von Horst Bienek nach dessen gleichnamigem Roman. Es folgten weitere Fernsehverfilmungen wie seine Hauptrolle in Uwe Brandners Kopf oder Zahl aus dem Jahre 1973 oder im Jahre 1976 Eine kleine Liebe von Regisseur Hans-Peter Meier. In den 1980er Jahren spielte er in der Serie Locker vom Hocker oder den Kinofilmen Eine Frau für gewisse Stunden oder lieh seine Stimme dem Erzähler in Harald Alexanders Film In den Krallen des Syndikats.
Darüber hinaus arbeitete Martienzen als Hörspielsprecher für verschiedene Produktionen. Als Synchronsprecher in Film und Fernsehen sprach er über 30 Rollen, unter anderem lieh er 1985 in der deutschen Synchronisation seine Stimme dem Schauspieler Bruno Lawrence in Geoff Murphys preisgekröntem neuseeländischen Science-Fiction-Drama Quiet Earth – Das letzte Experiment. Ferner war er die „Stimme“ aus der „Radeberger“-Werbung. 1993 arbeitete er als Sprecher für die Reality-Reihe Heiße Spur – Privatdetektive hautnah über Privatdetektive und ihre verblüffenden Geschichten. Im selben Jahr erkrankte er schwer und verlor schließlich seine Stimme.

## Filmografie (Auswahl)
- 1963: Hafenpolizei (Fernsehserie, 1 Episode)
- 1967: Flucht über die Ostsee (Fernsehfilm)
- 1968: Ich (Fernsehfilm)
- 1971: Die Zelle
- 1972: Streik bei Piper & Silz (Kurzfilm)
- 1973: Kopf oder Zahl (Fernsehfilm)
- 1976: Eine kleine Liebe (Fernsehfilm)
- 1980: Locker vom Hocker (Fernsehserie, 1 Episode)
- 1985: Eine Frau für gewisse Stunden
- 1985: In den Krallen des Syndikats

## Synchronrollen (Auswahl)
- 1971: Für Oliver Reed in Geburten verboten als Russ McNeil
- 1972: Für James Coburn in Sie verkaufen den Tod Dr. Col. Pembroke [2. Synchro]
- 1973: Für Klaus Kinski in Die Mörderbestien als Dr. Sturges
- 1974: Für Jim Brown in Drei eiskalte Profis als Jimmy Lait
- 1974: Für Philip Michael Thomas in Leroy – Ein Gigant explodiert als Fletch & Boom Boom
- 1975: Für Paul Naschy in Die Öl-Piraten als Ralph [2. Synchro]
- 1977: Für Stuart Whitman in Blutrausch als Sheriff Martin
- 1978: Für William Shatner in Todesflug 401 als Carl Tobias
- 1980: Für Benito Stefanelli in Der Puma Mann als Ranko
- 1982: Als Erzähler in Das Schwert des Barbaren
- 1983: Für John Vernon in Curtains – Wahn ohne Ende als Jonathan Stryker
- 1984: Für Richard Roundtree in Kill Point als Agent Bill Bryant
- 1985: Für Bruno Lawrence in Quiet Earth – Das letzte Experiment als Zac Hobson